# Évitement de Pontamafrey
L’évitement de Pontamafrey est une déviation ferroviaire temporaire située en France sur la ligne de Culoz à Modane (frontière) sur le territoire de la commune de Pontamafrey-Montpascal, dans le département de la Savoie en région Rhône-Alpes.
Long de 2 133 m, cet évitement à voie unique servait de voie de contournement lors des crues de la rivière l’Arc ou du torrent de la Ravoire. Construit en 1965 et resté en service durant une quarantaine d’années, son démantèlement effectif a débuté en janvier 2012,.
L'évitement constitue la ligne n°900 903 du réseau ferré national français.

## Histoire

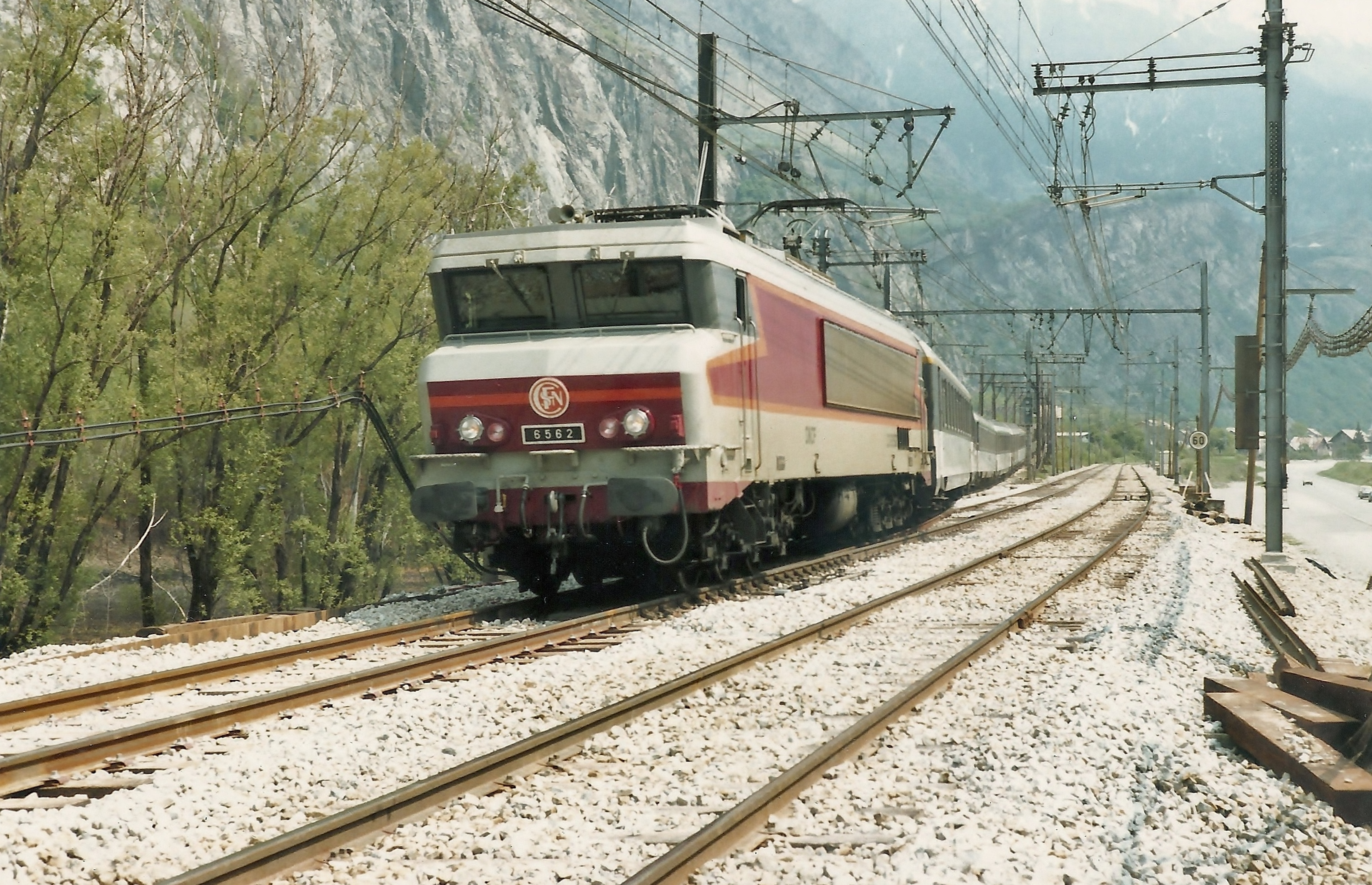
Un convoi, en direction de Saint-Avre, quitte l'évitement de Pontamafrey le jour de la mise en service annuelle (début des années 1980).

En mai et en septembre 1965, une crue du torrent de la Ravoire, accompagnée d'une importante coulée de boue, submergeait un pont de 8 mètres de portée sur la ligne de Culoz à Modane. Une déviation temporaire à voie unique destinée à être utilisée en cas de crue a alors été créée. En 1966, une crue plus importante submergea le pont sur la Ravoire de cet évitement, ce qui a nécessité son remplacement par un pont levant calé par défaut en position haute.
Le 7 février 2013, l'évitement a été fermé par RFF.

## Infrastructure

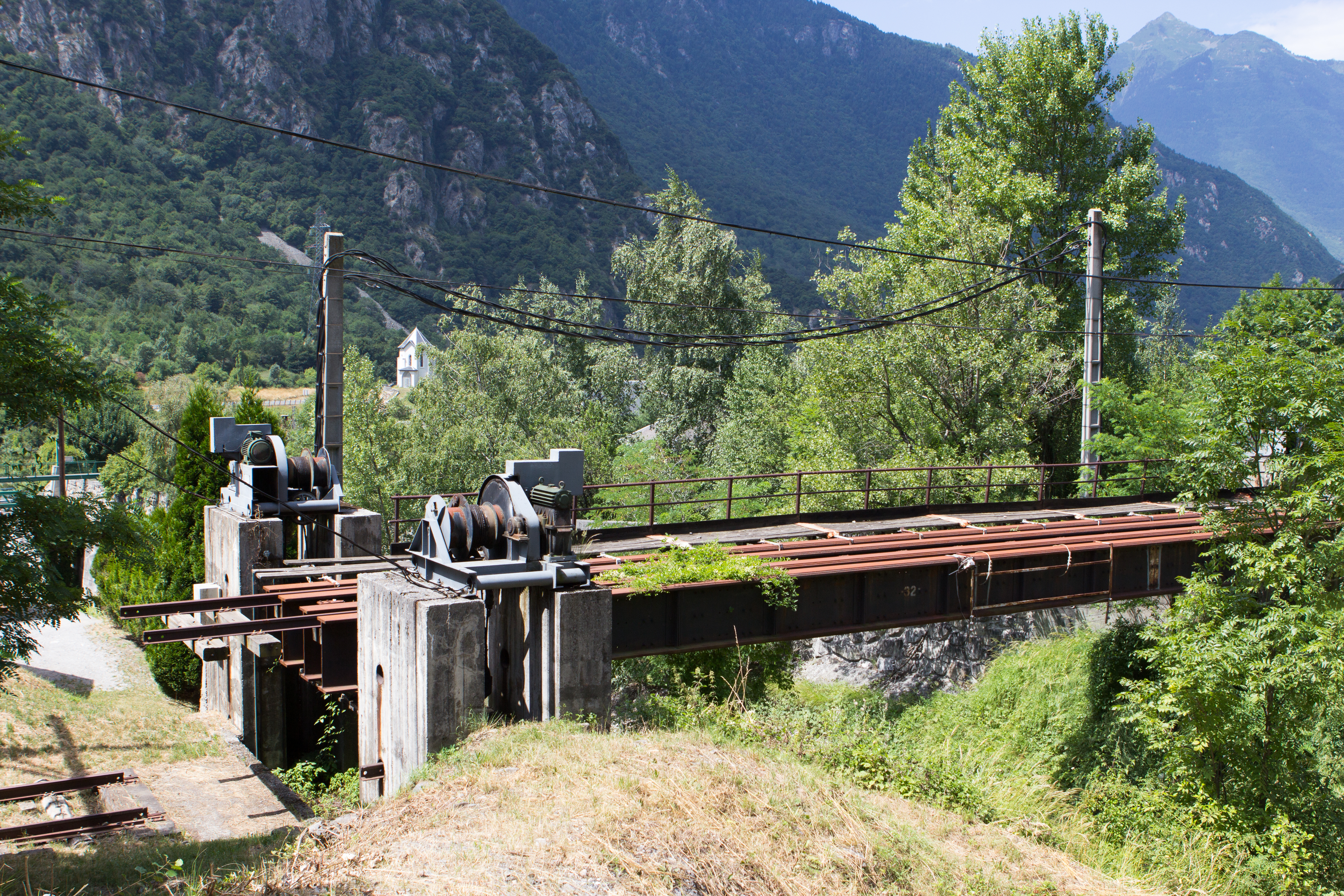
Le pont levant au-dessus du torrent de la Ravoire.

L'évitement constitué d'une voie unique de 2 133 m se débranche de la ligne de Culoz à Modane au point kilométrique (PK) 202,769 et la rejoint au PK 204,762. Il comporte des déclivités de 30 ‰. Il est alimenté par une caténaire suspendue à des portiques en bois.
Un pont levant électrique permet de franchir le torrent de la Ravoire lors de ses fortes crues. Une passerelle métallique, à quelques centaines de mètres au sud-est du pont levant, permet de franchir un petit ruisseau moins menaçant.

### Tracé

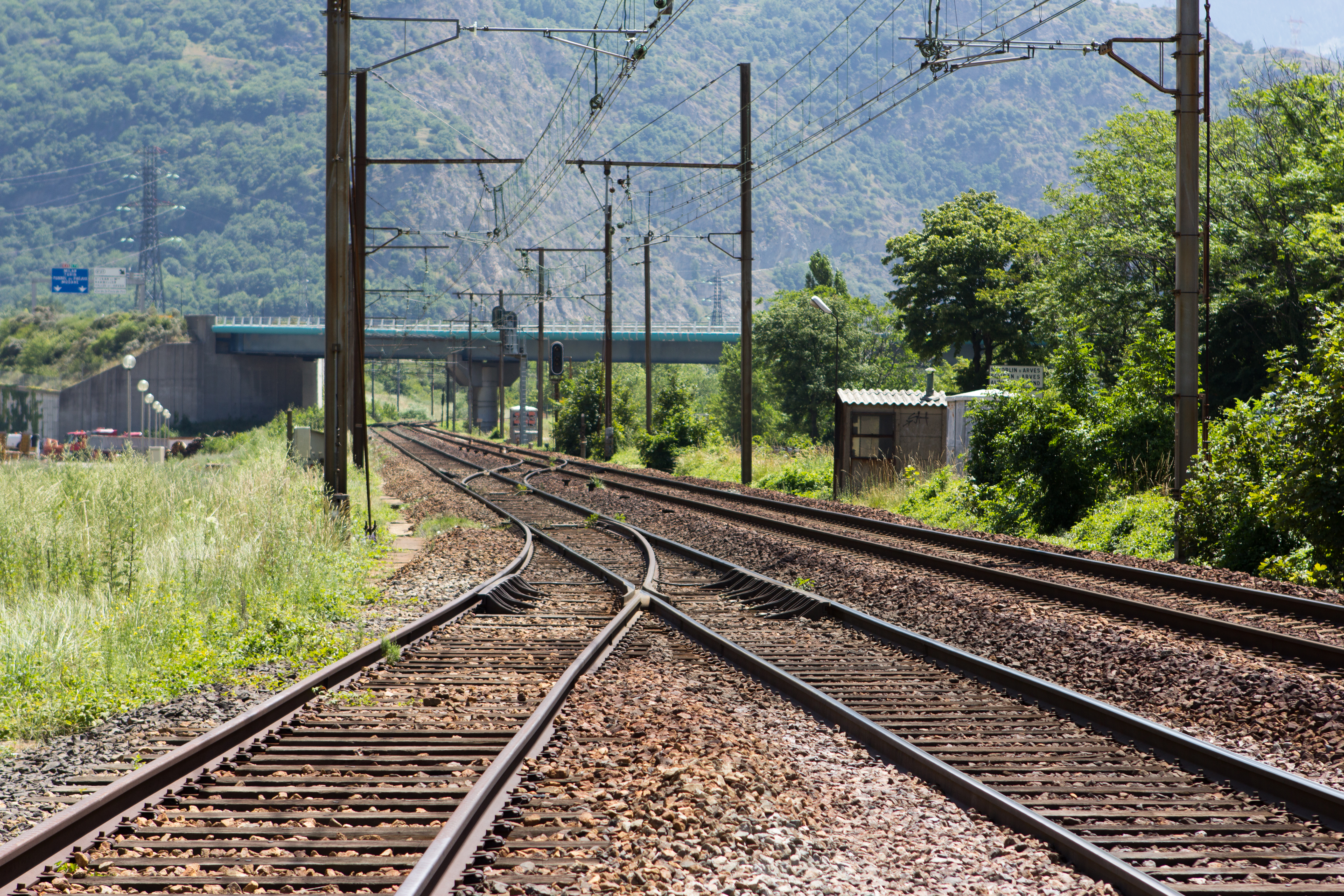
Raccordement de l'évitement au PK 204,7 de la ligne de la Maurienne.

Après son raccordement au nord-ouest du village, la voie unique traverse la route départementale D77B, contourne le chef-lieu de la commune par le nord-est, franchit le torrent de la Ravoire, traverse à nouveau la route départementale D77B pour se raccorder à la ligne principale au sud-est du village.
L'altitude moyenne de l'évitement est de 500 m.

## Galerie de photographies

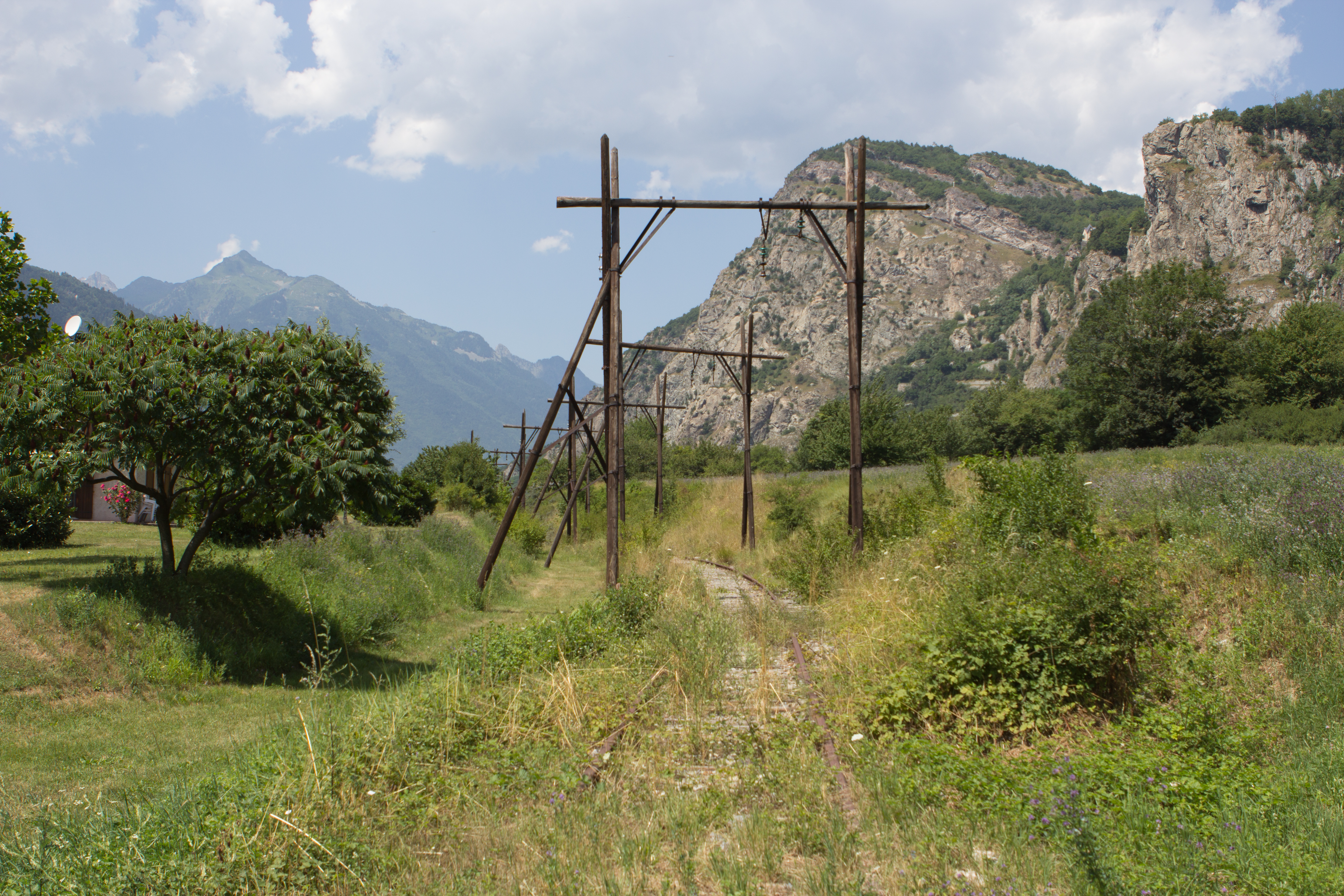
Portiques en bois.
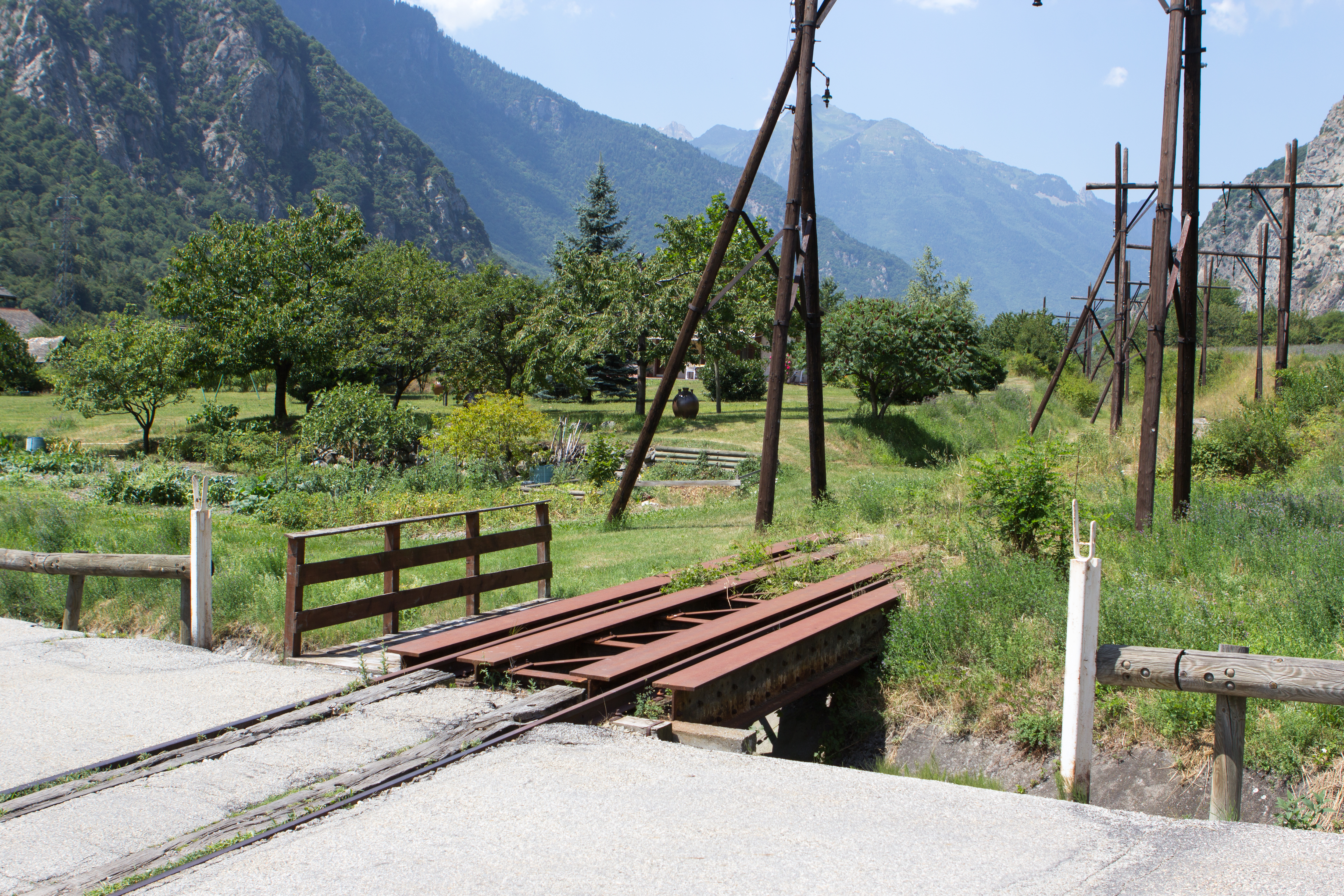
Passerelle au-dessus d'un ruisseau.
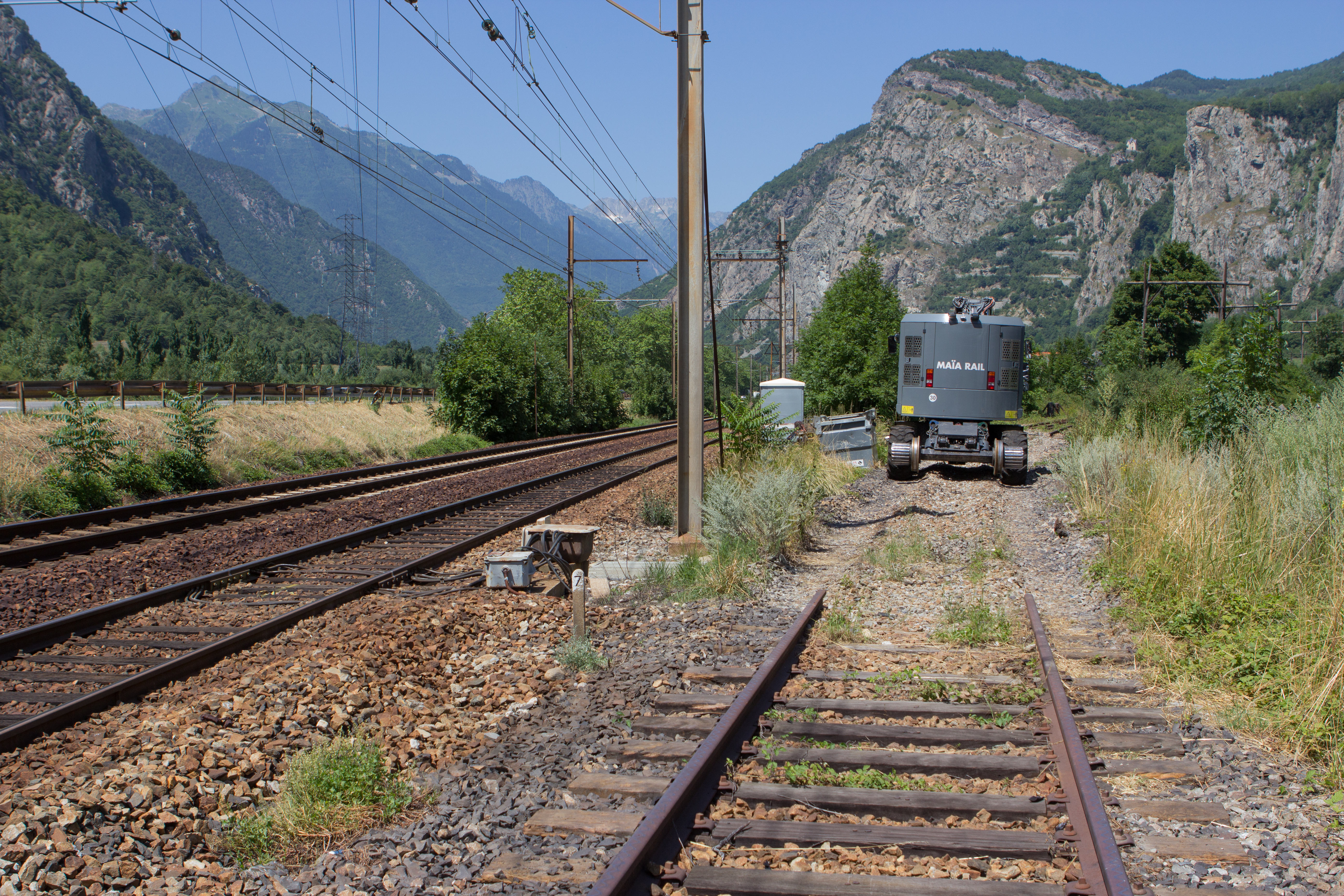
Travaux de démantèlement de la voie.
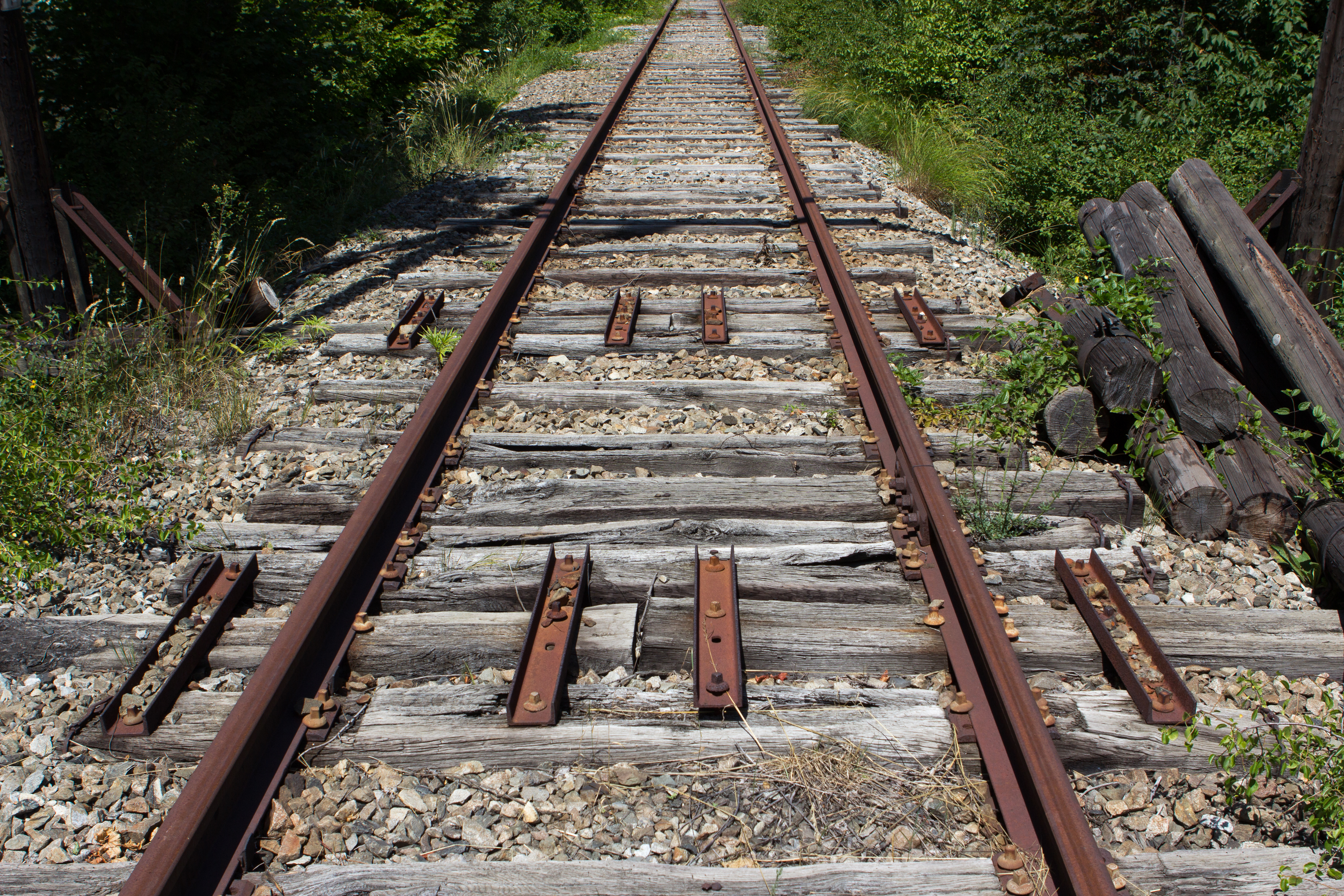
Rails et traverses en cours de dépose, en juillet 2013.